# Andrew Bell (pedagogo)
Andrew Bell, (1753-1832) fue un sacerdote y educador anglicano que participó en el desarrollo de la Escuela lancasteriana (también conocida como «instrucción mutua»).
Bell nació en St. Andrews, Escocia, el 27 de marzo de 1753. Era hijo del Bailie del pueblo. Tras estudiar matemáticas y filosofía natural en la Universidad de St. Andrews se trasladó a los Estados Unidos donde fue tutor de una familia que poseía una plantación de tabaco en Virginia.
Regresó a Escocia, y fue ordenado diácono en 1784 y sacerdote de la Iglesia de Inglaterra en 1785.
- Datos: Q2714246